# Gebietseigene Herkünfte
Gebietseigene Herkünfte ist der Sammelbegriff für gebietseigenes Saat- und Pflanzgut krautiger Arten und gebietseigenes Saat- und Pflanzgut von Gehölzen. Der Begriff bezeichnet damit Saat- und Pflanzgut von krautigen Pflanzen und Gehölzen, das aus einem bestimmten Gebiet innerhalb Deutschlands stammt und damit gebietseigen ist. Die Nutzung gebietseigener Herkünfte bei Saat- und Pflanzgut dient dem allgemeinen Artenschutz und verhindert die Florenverfälschung.
Gleichzeitig wird durch die Verwendung von gebietseigenem Saat- und Pflanzgut ausgeschlossen, dass Arten verwendet werden, die in einem bestimmten Gebiet natürlicherweise nicht vorkommen. So wird auch verhindert, dass eine weitere Ausbreitung z. B. von invasiven Arten stattfindet.

## Definition
Eine Pflanze ist aus naturschutzfachlicher Sicht gebietseigen, wenn sie aus Populationen einheimischer Sippen stammt, die sich in einem bestimmten Naturraum über einen langen Zeitraum in vielen Generationsfolgen vermehrt haben, und bei denen eine genetische Differenzierung gegenüber Populationen der gleichen Art in anderen Naturräumen anzunehmen ist.
Für die Produktion und den Vertrieb von Saat- und Pflanzgut erfolgte aus pragmatischen Gründen eine Einteilung Deutschlands in eine bestimmte Anzahl an sogenannten Vorkommensgebieten (bei Saatgut auch Ursprungsgebiete genannt). Für gebietseigene Gehölze hat man sich auf 6 Vorkommensgebiete, für gebietseigenes Saatgut auf 22 Vorkommensgebiete geeinigt.

## Rechtliche Regelungen
Gemäß § 40 Abs. 1 BNatschG dürfen ab März 2020 in der freien Natur Saat- und Pflanzgut von Gehölzen und krautigen Arten nur noch innerhalb ihrer Vorkommensgebiete ausgebracht werden. Hintergrund ist, dass das Ausbringen von Herkünften eines bestimmten Vorkommensgebietes in ein anderes der genetischen Ebene zu einer Gefährdung der biologischen Vielfalt führt und daher regelmäßig nicht genehmigungsfähig ist.  
Zur freien Natur zählen beispielsweise Schutzgebiete (Naturschutzgebiete, Landschaftsschutzgebiete etc.) und gesetzlich geschützte Biotope, Straßennebenflächen außerorts sowie weitere unbesiedelte Bereiche außerhalb geschlossener Ortschaften. Nicht zur freien Natur zählen innerstädtische und innerörtliche Bereiche; generell ausgenommen ist auch die Land- und Forstwirtschaft.

## Leitfäden
Mehrere Bundesländer haben bereits Leitfäden zum Umgang mit bzw. der Verwendung von gebietseigenen Herkünften publiziert. Dazu zählen u. a. Sachsen,  Berlin und Bremen. Für gebietseigene Gehölze ist außerdem der Leitfaden des Bundesministeriums für Umwelt, Naturschutz und nukleare Sicherheit zu beachten. Für gebietseigenes Saat- und Pflanzgut krautiger Arten wurde analog ein umfassender Leitfaden des Bundesamtes für Naturschutz veröffentlicht.

## Kritik
Das Bundesamt für Naturschutz (BfN) hat für bestimmte Regionen eine zu geringe Verfügbarkeit von geeignetem gebietseigenen Saat- und Pflanzgut Arten festgestellt. Insbesondere gebietseigenes Saatgut krautiger Arten ist für bestimmte Gebiete nicht verfügbar, weil sie noch nicht in ausreichender Menge produziert werden; in einigen Regionen fehlt es schlicht an Vermehrungsbetrieben.
Verbände berichten, dass die Naturschutzbehörden sehr unterschiedliche Auffassungen und Auslegungen der gesetzlichen Regelungen haben. Die Handhabung in den Bundesländern sei nicht einheitlich geregelt. Zudem gäbe es zwischen den Bundesministerien für Umwelt und dem für Land- und Forstwirtschaft unterschiedliche Ansichten wie nun Gesetz und Verordnung angewendet werden sollen, insbesondere bezüglich der Frage, ob Blühstreifen und Blühflächen auf landwirtschaftlichen Anbauflächen in den Geltungsbereich des §40 Abs. 1 BNatSchG fallen oder nicht.
Da das Bundesnaturschutzgesetz nicht festlegt, wo die Vorkommensgebiete der Wildpflanzen liegen, hat dies zu einer bundesweiten Diskussion zwischen Ländern, Bund, Botanikern, Anwendern und Produzenten geführt. Die aktuell zur Anwendung kommende Gliederung in 22 Gebiete für regionales Saat- und Pflanzgut krautiger Arten und in 6 Gebiete für Gehölze stellt einen Kompromiss zwischen tatsächlichem fachlich begründeten (eigentlich artspezifisch unterschiedlichen) Vorkommensgebieten der Arten und den praktischen Möglichkeiten zur Produktion von entsprechendem Material; diese Kulissen sind deshalb nicht für alle Arten (insbesondere nicht für weniger weit verbreitete Arten) zur pauschalen Anwendung geeignet.
Aus oben genannten Gründen wurde im Rahmen eines FuE-Vorhabens unter Beteiligung aller relevanten Akteure durch das Bundesamt für Naturschutz ein Leitfaden zur Verwendung von gebietseigenem Saat- und Pflanzgut krautiger Arten erstellt, der im Februar 2023 veröffentlicht wurde.

## Belege
1. 1 2 3  Bundesministerium für Umwelt, Naturschutz und Reaktorsicherheit (BMU): Leitfaden zur Verwendung gebietseigener Gehölze. 2012, abgerufen am 25. Januar 2019.
2. ↑  Deutscher Verband für Landschaftspflege: Gebietseigenes Saatgut und gebietseigene Gehölze in Sachsen. 2019, archiviert vom Original (nicht mehr online verfügbar) am 10. April 2019; abgerufen am 25. Januar 2019.  Info: Der Archivlink wurde automatisch eingesetzt und noch nicht geprüft. Bitte prüfe Original- und Archivlink gemäß Anleitung und entferne dann diesen Hinweis.
3. ↑  Berliner Senatsverwaltung für Stadtentwicklung und Umwelt: Pflanzen für Berlin - Verwendung gebietseigener Herkünfte. 2018, abgerufen am 19. November 2020.
4. ↑  Der Senator für Umwelt, Bau und Verkehr - Oberste Naturschutzbehörde - Bremen 2020: Leitfaden zur Verwendung von regionalem Saatgut und gebietseigenen Gehölzen in Bremen. 2017, abgerufen am 19. November 2020.
5. ↑  BfN Schriften 647 - Leitfaden zur Verwendung von gebietseigenem Saat- und Pflanzgut krautiger Arten in der freien Natur Deutschlands | BFN. Abgerufen am 12. Februar 2023.
6. 1 2  BfN: Gebietseigene Herkünfte. Abgerufen am 25. Januar 2021.
7. ↑  Regelungs-Wirrwarr rund um die Ausbringung mit gebietseigenem Saatgut seit März 2020. In: Netzwerk Blühende Landschaft. 29. Mai 2020, abgerufen am 25. Januar 2021 (deutsch).
8. ↑  VWW - Verband deutscher Wildsamen- und Wildpflanzproduzenten e.V.: Licht am Ende des Tunnels. In: VWW (Hrsg.): VWW-Infobrief. Nr. 12-2020. Langgöns 1. Dezember 2020, S. 1.
9. ↑  BfN Schriften 647 - Leitfaden zur Verwendung von gebietseigenem Saat- und Pflanzgut krautiger Arten in der freien Natur Deutschlands | BFN. Abgerufen am 12. Februar 2023.